# Крусейдерс (регбийный клуб)
«Крусейдерс» (англ. Crusaders — «крестоносцы»), в прошлом также «Кентербери Крусейдерс», — новозеландский регбийный клуб, выступающий в чемпионате Супер Регби. Команда является девятикратным (1998, 1999, 2000, 2002, 2005, 2006, 2008, 2017, 2018) победителем этого соревнования. Основные элементы инфраструктуры клуба расположены в городе Крайстчерч, при этом «Крусейдерс» также представляют в чемпионате регионы Буллер, Тасман и Уэст-Кост. Главный стадион «крестоносцев» — «Ланкастер Парк» — серьёзно пострадал во время февральского землетрясения 2011 года, и на данный момент неизвестно, будет ли объект реконструирован. Сейчас команда выступает на стадионе «Регби Лиг Парк», вмещающем 18 600 зрителей.
Созданный в 1996 году клуб с трудом начал выступления в клубном чемпионате Южного полушария и в дебютном сезоне занял последнее, двенадцатое место. Однако уже через год новозеландцы попали в шестёрку сильнейших команд. Следующие три соревновательных года стали для клуба триумфальными: «Крусейдерс» трижды выигрывали первенство несмотря на то, что все три финальных матча регбисты провели на выезде. В 2002 году клуб снова стал чемпионом, не проиграв на этот раз ни в одной встрече. В сезонах 2003 и 2004 годов «крестоносцы» также выходили в финал чемпионата, но в обоих случаях уступили. Сезон 2005 года стал последним перед реорганизацией лиги. Заняв первое место в регулярном чемпионате, команда из Крайстчерча одержала победу и в плей-офф, обыграв в домашнем финале «Уаратаз». Пятый завоёванный титул позволил клубу навсегда оставить трофей в своей коллекции. В 2006 году «Крусейдерс» вновь принимали соперника по главному матчу в Крайстчерче. Команда обыграла «Харрикейнз» (19:12) и стала сильнейшей в обновлённой лиге. Ещё один победный домашний финал состоялся в 2008 году, когда «крестоносцы» опять выиграли у австралийцев из «Уаратаз» (20:12). Превзойдя всех соперников в семи розыгрышах чемпионата, «Крусейдерс» с отрывом в четыре победы лидируют в списке самых титулованных команд Супер Регби.
Кроме того, клуб удерживает ещё несколько рекордов чемпионата. «Крестоносцы» набрали наибольшее количество очков и попыток в одной игре, причём оба этих достижения пришлись на игру против «Уаратаз» в 2002 году (96:19). В то же время «Крусейдерс» — один из нескольких клубов, проигравших матч лиги, не набрав ни одного очка: в 2009 году команда уступила «Хайлендерс» со счётом 0:6. Регбисты Крайстчерча обладают рекордными показателями по числу очков (541) и попыток (71), заработанных в течение одного сезона (2005 год). Кроме этого игроки клуба установили ряд индивидуальных рекордов. Эндрю Мертенс набрал в сезоне 1998 года 206 очков, Рико Гир занёс 15 попыток в 2005 году. Семеро регбистов провели за клуб более 100 матчей, в их числе: Джастин Маршалл, Рубен Торн, Калеб Ралф, Грег Сомервилл, Леон Макдоналд, Ричи Маккоу, Крис Джек и Дэн Картер. Картер и Маккоу признавались игроками года по версии IRB в 2005 и 2012 годах и 2006, 2009 и 2010 годах соответственно.

## История

### Первые сезоны
Клуб стал одним из пяти новозеландских участников первого сезона лиги Супер 12. Изначально состав «Кентербери Крусейдерс» комплектовался из регбистов северной части Южного острова. В ведение «крестоносцев» были отданы Буллер, Марлборо, Нельсон-Бейс и Уэст-Кост. Основным же источником талантливых спортсменов стал титульный регион Кентербери, обладающий богатой регбийной традицией и сразу тремя регбийными союзами. Помимо самого кентерберийского союза своими автономными организациями обладают южная и центральная части региона. Позже региональные регбийные союзы Нельсон-Бейс и Марлборо объединились в одну организацию — Регбийный союз Тасмана. Первым капитаном команды стал игрок «Олл Блэкс», проп Ричард Лоу. Позицию главного тренера нового клуба занял Вэнс Стюарт. Одержав в дебютном сезоне всего лишь две победы, «крестоносцы» замкнули турнирную таблицу чемпионата. Среди восьми поражений самыми значимыми оказались неудачи в играх с «Блюз» (18:49) и «Квинсленд Редс» (16:52).
В следующем соревновательном году клуб получил новых лидеров. Капитаном стал Тодд Блэкэддер, а пост главного тренера занял Уэйн Смит. Пять побед в регулярном чемпионате позволили команде подняться на шестое место. «Крусейдерс» наглядно продемонстрировали рост качества своей игры в матче с действующими чемпионами из «Блюз». Поражение со счётом 28:29 сильно контрастировало с результатом прошлогодней очной встречи (18:49). Примечательно, что «Блюз» выиграли турнир и в 1997 году. Одну из попыток «синих» в той игре записал на свой счёт Робин Брук, дисквалифицированный позже на две недели. Причиной наказания стала боковая атака на молодом игроке «крестоносцев» Леоне Макдоналде, проведённая чуть ранее. В заключительном матче сезона—1997 «Крусейдерс» одержали крупную победу над «Квинсленд Редс» (48:3).

### 1998—2000
Первый титул чемпионов покорился красно-чёрным в 1998 году. В том сезоне регбисты стартовали неудачно, трижды проиграв в первых четырёх играх. Совсем в ином ключе прошла концовка регулярного чемпионата, где клуб провёл победную серию из семи матчей. Кульминацией первенства стала победа над «Костал Шаркс» в последнем туре, благодаря которой «Крусейдерс» поднялись на вторую позицию в турнирной таблице. Статус вице-чемпиона регулярного этапа позволил команде сыграть в полуфинале на своём поле. Игра на «Ланкастер Парк» против всё тех же «Шаркс» вывела в решающий матч хозяев (36:32).
Главная игра сезона прошла на арене «Иден Парк», «крестоносцы» встречались с «Блюз», и последние считались явными фаворитами. Позже игрок «Крусейдерс» Марк Хэмметт говорил об атмосфере перед матчем: «Если бы на той неделе нас опросили, и нужно было дать честный ответ, то большинство парней в глубине души, наверное, подумали бы, что ‚‚Блюз’’ обыграют нас». К перерыву регбисты «Крусейдерс» заработали три очка, в то время как их оппоненты ещё не открыли счёт. Тем не менее, после паузы первые результативные действия были на счету команды из Окленда. По истечении 53 минут матча «Блюз» лидировали (10:3). Счёт стал равным после того, как Норм Максвелл занёс попытку в зачётную зону «синих». Затем клубы обменялись реализованными пенальти, и за минуту до конца основного времени счёт вновь выровнялся (13:13). Тогда усилиями Эндрю Мертенса «крестоносцы» записали в актив ещё одну попытку, которая была успешно реализована. «Крусейдерс» победили со счётом 20:13 и выиграли турнир. Десять очков, набранные Мертенсом в том финале, пополнили его лицевой счёт, составивший в итоге 206 очков. Столь высокая сезонная результативность стала рекордной для чемпионата. Возвращение команды в Крайстчерч сопровождалось парадом, собравшим около 100 тысяч фанатов.
В следующем году команду ждало повторение успеха. Концовка регулярного сезона оказалась напряжённой: только четырёхматчевая победная серия в заключительной части первенства помогла коллективу занять четвёртое место, дававшее право выхода в плей-офф. Матч 1/2 финала против чемпионов регулярного сезона — «Квинсленд Редс» — принёс победу «крестоносцам». Решающий матч свёл подопечных Смита с «Отаго Хайлендерс». Дерби Южного острова должно было состояться на территории «Хайлендерс», в Данидине. СМИ окрестили предстоящую игру «вечеринкой в доме Тони Брауна» — игрока «горцев» и сборной Новой Зеландии. Финальный матч, как и в прошлом году, завершился триумфом гостей (24:19). Винг «Крусейдерс» Афато Со’оало занёс решающую попытку, предварительно обыграв регбиста национальной сборной Джеффа Уилсона.
После проигрыша «Олл Блэкс» в полуфинале чемпионата мира 1999 года новым наставником сборной был избран Смит. Вакансию главного тренера «крестоносцев» занял Робби Динс, до этого работавший в клубе на позиции менеджера. В первый же год своего пребывания на посту Динс сумел привести команду к третьему чемпионскому титулу подряд — с тех пор ни один клуб не может повторить это достижение. На этот раз полуфинальная игра прошла на арене «Крусейдерс» «Ланкастер Парк», так как регбисты финишировали вторыми в регулярном чемпионате. Попытка реванша, предпринятая игроками «Хайлендерс», не удалась. Марика Вунибака занёс две попытки в течение последних 20 минут игры, гарантировав победу хозяев (37:15). Финал последнего чемпионата тысячелетия столкнул «Крусейдерс» и столичную австралийскую команду «Брамбиз». Погодные условия во время матча в Канберре были весьма суровыми: шёл дождь со снегом. Команды не показали высокой результативности, занеся всего по одной попытке. При этом четыре реализованных Эндрю Мертенсом пенальти помогли «крестоносцам» уйти на перерыв с преимуществом в счёте (12:6). Однако во втором тайме инициативу захватили австралийцы, и за четыре минуты до окончания встречи они реализовали штрафной удар, благодаря чему вышли вперёд (19:17). Судьбу матча решил ещё один пенальти, присуждённый «Крусейдерс» и исполненный Мертенсом — действующие чемпионы выиграли с минимальным перевесом (20:19).

### 2001—2005

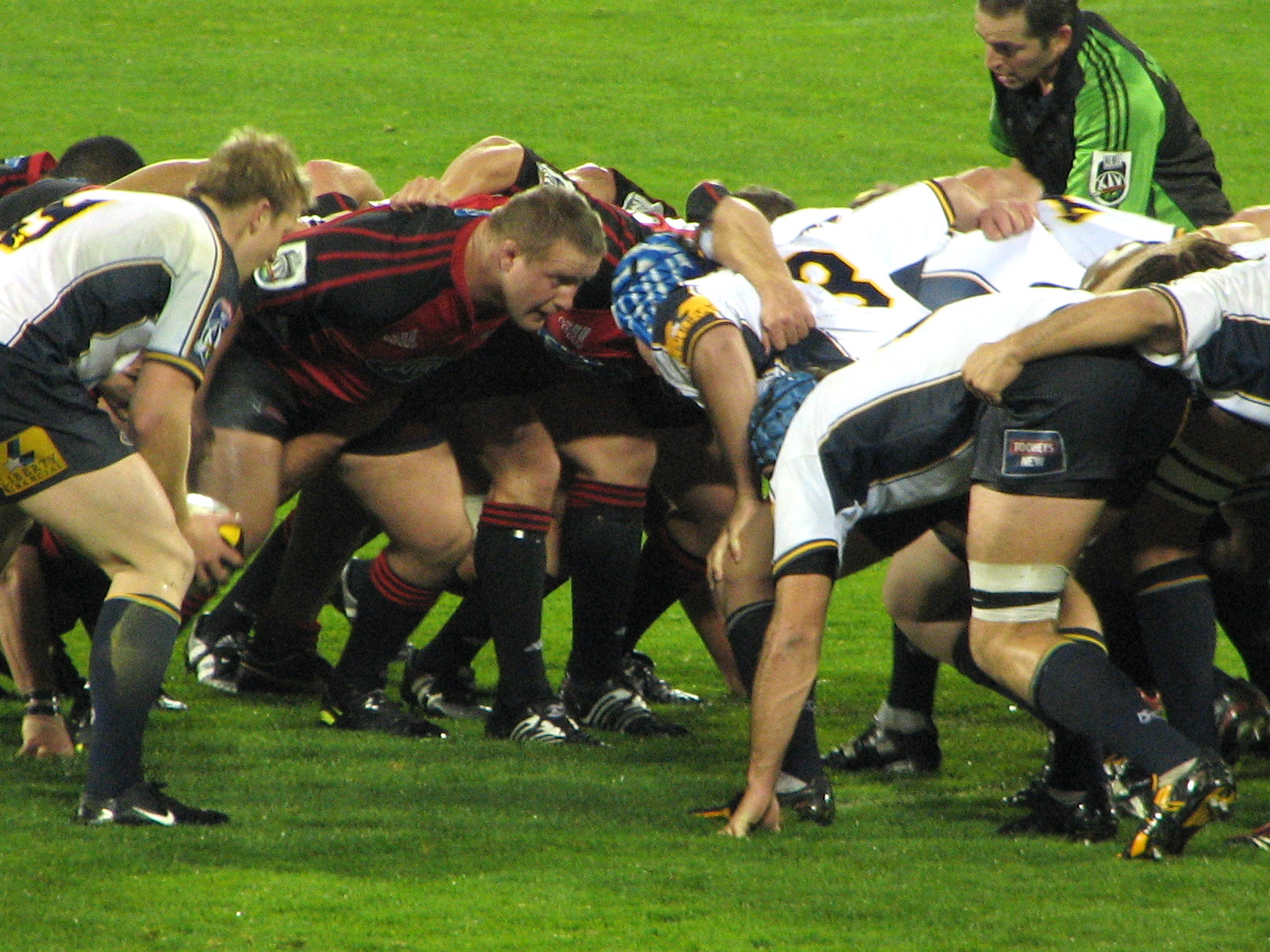
Схватка: «Крусейдерс» против «Брамбиз», май 2006 года

После трёх сезонов игры на высочайшем уровне команду ожидал спад. В 2001 году клуб занял десятое место, показав худший результат с 1996 года. По окончании сезона капитан Тодд Блэкэддер покинул коллектив. Он продолжил карьеру в шотландском «Эдинбурге», выиграв перед этим Национальный провинциальный чемпионат Новой Зеландии в составе сборной Кентербери.
«Крусейдерс» подтвердили статус одной из сильнейших команд чемпионата в 2002 году, пройдя весь регулярный чемпионат без единого поражения. Тем не менее, «крестоносцы» порой выигрывали с большим трудом. Шесть из одиннадцати побед команда одержала с разницей в счёте, не превышавшей семи очков. С другой стороны, в последней игре регулярного сезона «крестоносцы» разгромили «Уаратаз» с рекордным счётом — 96:19. Данное достижение особо примечательно в силу того, что обе команды подошли к игре в ранге лидеров турнирной таблицы.
В полуфинале команда в очередной раз играла с «Хайлендерс». «Крусейдерс» уверенно выиграли, обладая преимуществом как перед перерывом (18:6), так и в концовке встречи (34:23). Через неделю финал чемпионата впервые проходил на «Ланкастер Парк». После первого тайма игры «крестоносцев» и «Брамбиз» интрига сохранялась. Австралийцы незначительно уступали (3:11), владея мячом всего около 30 % игрового времени. По истечении 32 минут игры во второй половине матча «Брамбиз» вплотную подобрались к оппоненту (14:13). Впрочем, «Крусейдерс» вдохновенно провели заключительный отрезок встречи и одержали победу со счётом 31:13 — на последней минуте попытку занёс Калеб Ралф. 2002 год стал первым сезоном Рубена Торна как капитана команды. Торн также был избран лидером «Олл Блэкс», и в этом качестве провёл чемпионат мира 2003 года.
Победная серия команды из 15 матчей подошла к концу в матче третьего тура  сезона—2003, когда «Блюз» разгромили красно-чёрных со счётом 39:5. Несмотря на поражение, Ричи Маккоу сказал об игре следующее: «…в некотором отношении это было почти облегчение. Нас, наконец, обыграли, [победная] полоса завершилась, так что люди могли больше не обсуждать это, а мы могли спокойно играть неделю за неделей». По итогам сезона клуб занял второе место, одержав восемь побед. В полуфинальной игре «Крусейдерс» принимали «Харрикейнз», главным тренером которых являлся Колин Купер, бывший сотрудник тренерского штаба «крестоносцев». Опыт работы в Крайстчерче не помог наставнику команды из Веллингтона, и «Крусейдерс» обеспечили себе выход в главный матч года (39:16). В финале команде предстояло встретиться с «Блюз», которых тоже тренировал бывший ассистент из штаба «крестоносцев» — Питер Слоун. Хукер Марк Хэмметт занёс две попытки в первом тайме, обе из которых не были реализованы. Первая половина встречи осталась за действующими чемпионами (10:6). И всё же «Блюз» переиграли соперников в течение следующих 30 минут матча, что позволило им вести со счётом 21:10. «Крусейдерс» смогли заработать ещё семь очков, реализовав попытку, но этого оказалось недостаточно. Клуб из Окленда выиграл встречу (21:17) и стал сильнейшим коллективом Южного полушария.
Чемпионат 2004 года клуб начал с двух поражений: сначала «Крусейдерс» проиграли «Уаратаз», затем — «Блюз». В дальнейшем команда вышла на привычный уровень и завершила регулярный сезон с семью победами, что гарантировало ей второе место. В 1/2 финала новозеландцы добились положительного результата в домашнем матче против «Стормерз» (27:16). Судьба чемпионского титула снова, как и в 2000 году решилась в итоговом противостоянии «Крусейдерс» и «Брамбиз». Австралийцы, обладавшие преимуществом игры на домашней арене («Канберра-стэдиум»), показали выдающийся старт и в первые 19 минут матча записали на свой счёт 33 безответных очка. Затем гости всё же навязали «Брамбиз» некую борьбу, однако выровнять ситуацию новозеландцам так и не удалось (38:47).
В начале очередного сезона «крестоносцев» ждал отголосок прошлогоднего финала. Клуб открывал чемпионат 2005 года выездным матчем с «Брамбиз», причём исход игры опять оказался неблагоприятным. Через неделю «Крусейдерс» реабилитировались, обыграв «Чифс» в Крайстчерче.
Следующий тур красно-чёрные провели в Нельсоне, на запасном стадионе «Трафэлгар Парк», где была одержана победа над «Редс». Вскоре команда провела злополучный матч с «Буллз», в котором капитан Ричи Маккоу неудачно провёл захват и потерял сознание, а «Крусейдерс» проиграли (20:35). Несмотря на это, команда заняла первое место в турнирной таблице. Отсутствовавший в течение пяти недель Маккоу вернулся на поле и стал одним из лучших в полуфинальной игре с «Харрикейнз». В финальной игре на «Ланкастер Парк» регбисты встретились с австралийцами из «Уаратаз». Новозеландцы продемонстрировали существенное преимущество в классе и если к концу первого тайма они вели со счётом 14:6, то во второй половине команда оторвалась от оппонента на 29 очков. Три попытки «телопей» в конце игры не помешали «Крусейдерс» выиграть и взять свой пятый трофей (35:20).
В награду за седьмое появление в финальных играх и пятую в них победу клубу было разрешено оставить трофей во владении. По истечении сезона—2005 из команды ушли её столпы Эндрю Мертенс и Джастин Маршалл — оба спортсмена защищали цвета «Крусейдерс» с первых лет существования клуба.

### 2006—2010

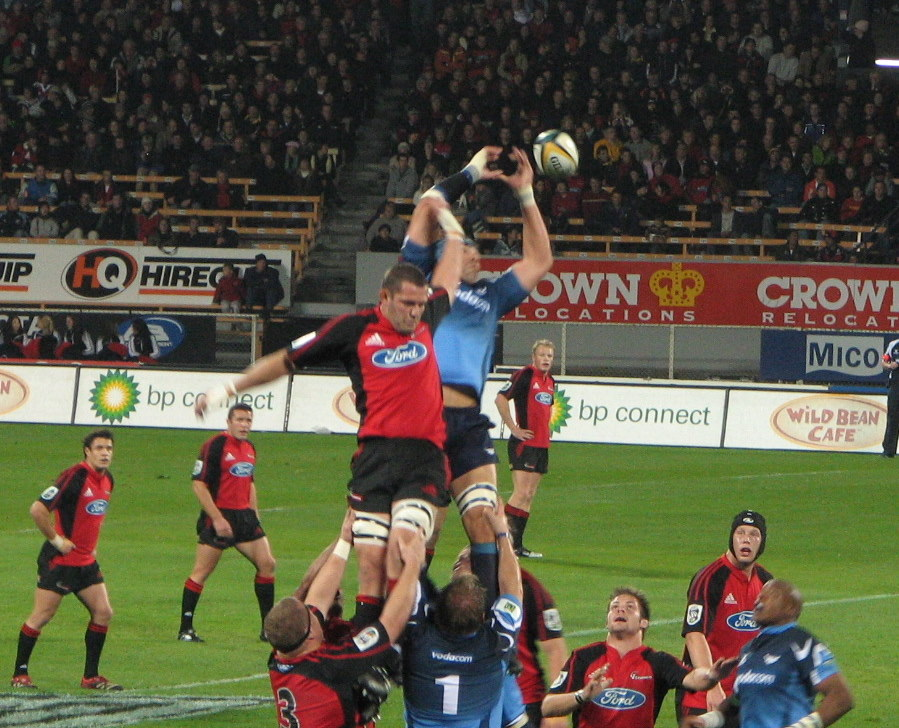
«Крусейдерс» в игре с «Буллз», 2006 год

В 2006 году произошло расширение состава участников Супер 12 до четырнадцати, к лиге присоединились австралийцы из «Уэстерн Форс» и южноафриканский клуб «Сентрал Читаз». Новички из Австралии не преподнесли крупных сюрпризов, но были близки к тому, чтобы прервать шестнадцатиматчевую серию «крестоносцев» без поражений. Игра одиннадцатого тура между соперниками в Перте завершилась ничьей. Тревожный сигнал со стороны австралийцев действительно предвещал окончание серии. Неделю спустя «Крусейдерс» проиграли первый раз за восемнадцать матчей, также в гостях, но уже в ЮАР — обидчиком выступили «Стормерз». Проигрыш стал единственным в том году, зато победу регбисты «Крусейдерс» праздновали одиннадцать раз, чего хватило для первого места в таблице. В полуфинале «Крусейдерс» одолели «Буллз», а в важнейшем матче сезона игроков ожидала встреча с «Харрикейнз». В который раз финал прошёл на «Ланкастер Парк», однако в 2006 году игра проходила при затруднявшем видимость сильном тумане. С некоторых секторов трибун происходящее на поле не было видно, поэтому часть болельщиков покинула стадион. За 20 минут до окончания второго тайма в матче наблюдалось равновесие — 9:9. Единственную попытку игры затем занёс Кейси Лаулала, и кубок достался «Крусейдерс».
Новый сезон совпал с годом проведения чемпионата мира. Из-за проведения подготовительной программы для игроков сборной семь регбистов клуба (Крис Джек, Ричи Маккоу, Грег Сомервилл, Рубен Торн, Дэн Картер, Леон Макдоналд и Аарон Могер) пропустили семь первых туров сезона. Всего на сбор были вызваны 22 игрока — представительство клуба оказалось самым широким. Все игроки международного уровня за исключением одного вернулись к матчу восьмого тура против «Стормерз», в прошлом году прервавших могущественную серию клуба. Грег Сомервилл был травмирован и пропустил момент возвращения. Чемпионат 2007 года стал для команды знаменательным, ведь в десятом туре регбисты выиграли сотый матч в турнире. Разумеется, ни один другой клуб к тому времени не обладал подобным достижением. Выигрыш привлёк внимание болельщиков ещё и потому, что это была первая победа коллектива над «Уэстерн Форс», одержанная со второй попытки. До игры команда находилась на втором месте, но крупная победа над австралийцами (53:0) позволила «крестоносцам» претендовать на лидерство. Перед заключительным туром команда действительно опережала всех конкурентов. Чтобы гарантировать себе проведение полуфинала в домашних условиях, команде было необходимо обыграть «Чифс» на «Ланкастер Парк». В результате команда не только не смогла выиграть, но и потерпела поражение (24:30), прервав серию из 26 победных встреч дома. Другой кандидат на первое место, «Буллз», выиграли у «Квинсленда» и не пустили «Крусейдерс» даже на вторую позицию (лидером общего зачёта стали «Шаркс»). В соперники по 1/2 финала новозеландцы получили именно «Буллз». Матч в Претории сложился в пользу хозяев (12:27), «крестоносцы» же покинули розыгрыш.
Некоторое отступление сменилось для клуба быстрым возвращением в число лучших. Команда выиграла регулярное первенство—2008, а затем преодолела полуфинальный барьер, обыграв «Харрикейнз» (33:22).
После небольшого отступления клуб быстро вернулся в число лучших. Команда выиграла регулярное первенство—2008, а затем преодолела полуфинальный барьер, обыграв «Харрикейнз» (33:22). Новый титул, завоёванный в финале с «Уаратаз» (20:12), стал заключительной вехой в длительной эпохе Динса, который вскоре перешёл на должность в австралийской сборной. Победа над «телопеями» стала последней и для игроков-долгожителей Калеба Ралфа и Рубена Торна. В июле экс-капитан Тодд Блэкэддер был избран новым тренером команды, а его ассистентами стали другие «крестоносцы» Марк Хэмметт и Дэрил Гибсон.
После первых пяти матчей сезона 2009 года регбисты располагали лишь одной победой и одной ничьей. Особенно неприятным оказался проигрыш «Хайлендерс» со счётом 0:6. Позже коллективу удалось обрести былую форму и выиграть в ключевых матчах сезона, что позволило «крестоносцам» занять четвёртое место. Команда поделила четвёртую строчку турнирной таблицы с «Уаратаз», но разница очков новозеландского клуба оказалась более внушительной.
В 1/2 финала команда проиграла «Буллз» (23:36) — матч прошёл в Претории на арене «Лофутс Версфельд» и собрал 52 тысячи зрителей. Африканские регбисты в итоге стали чемпионами, превзойдя в финале «Чифс». «Крусейдерс» же, несмотря на поражение в чемпионате, продемонстрировали лучшую игру в обороне (пропущено всего 198 очков). С другой стороны, по показателям набранных очков и занесённых попыток команда стала предпоследней (231 и 27 соответственно).
Новый соревновательный год клуб начал весьма успешно, но в последних четырёх играх новозеландцы уступили трижды. Вынужденные провести полуфинал в гостях, «крестоносцы» снова проиграли «быкам» (24:39).

### 2011 — н. в.
Сезон 2011 года был открыт поражением от «Блюз» с разницей в два очка. Игра второго тура с «Харрикейнз» была отменена из-за мощного землетрясения, унёсшего в результате 185 жизней. После трагического перерыва новозеландцы сыграли с «Уаратаз», которые в предыдущих двух встречах пропустили лишь 6 очков. В игре с «крестоносцами», впрочем, австралийская оборона дала сбой, и «Крусейдерс» победили со счётом 33:18. Позже команда крупно выиграла у «Брамбиз» (52:10) и «Хайлендерс» (44:13), а матч с «Шаркс» был проведён на знаменитом лондонском стадионе «Туикенем», так как домашняя арена новозеландцев была серьёзно повреждена. Затем команда была вынуждена выезжать в Тимару и Маунт-Маунгануи. Именно в последнем клуб обыграл «Чифс» (34:16), а Ричи Маккоу возобновил выступления после восьми недель восстановления. «Крестоносцы» упустили возможность выиграть первый финал обновлённого турнира Супер Регби — чемпионами стали «Квинсленд Редс» (34:16).
В 2012 году команда вернулась в Крайстчерч, но уже на новую арену «Крайстчерч Стэдиум», которая вмещает 18 600 любителей игры. Клубу снова удалось стать участником игр плей-офф, но «крестоносцы» выбыли из борьбы по итогам полуфинальной встречи с будущими чемпионами из «Чифс».

## Бренд

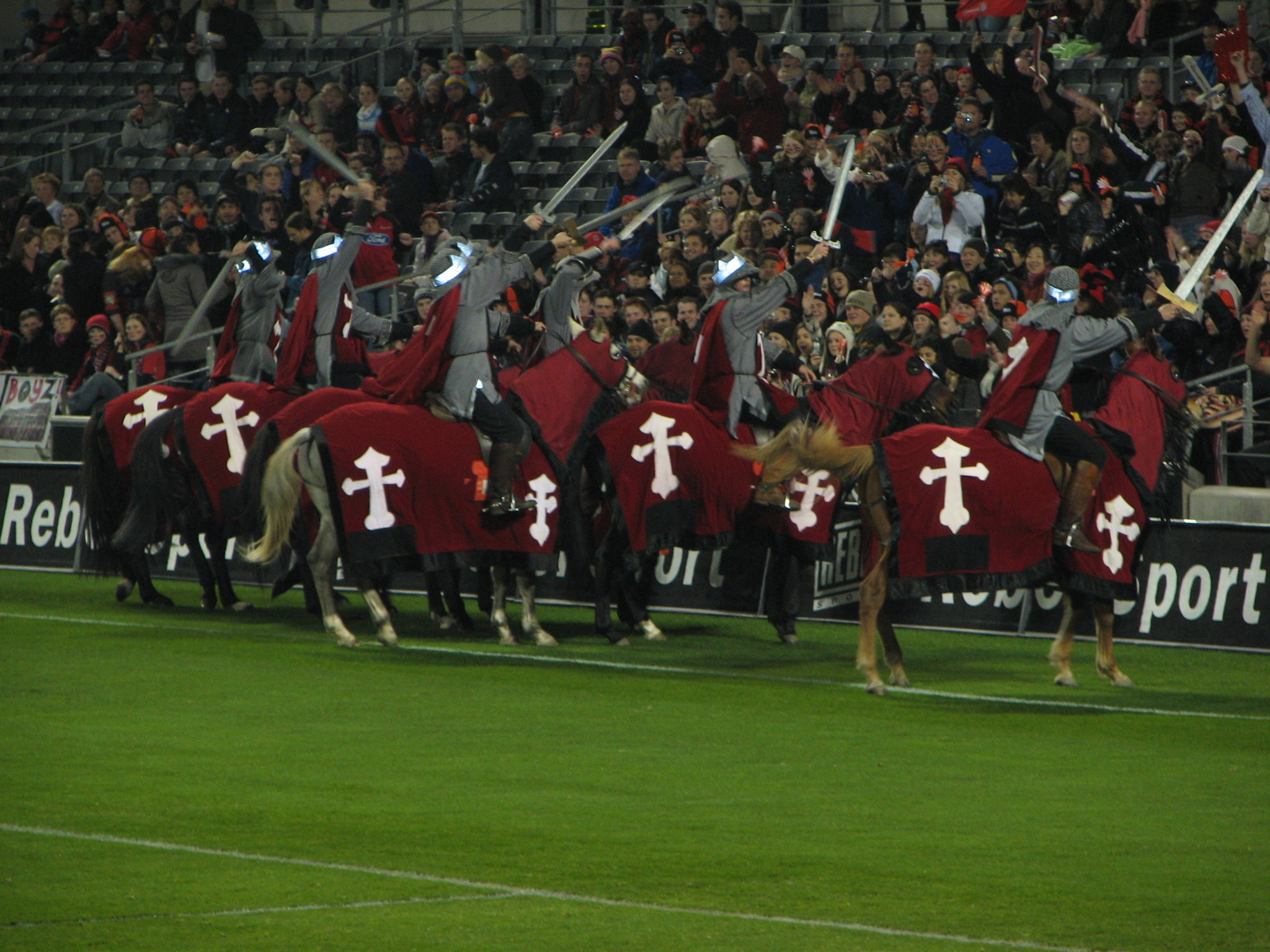
Выступление всадников перед матчем команды

По мнению создателей бренда, название клуба отражает завоевательский дух кентерберийского регби. Другим возможным названием команды могло стать «Плейнсмен» («жители равнины»), однако предпочтение было отдано именно тематике крестоносцев, которая отражала связь региона с наследием английских колонистов. Крайстчерч, основанный англичанами в XIX веке, часто именуется самым английским городом за пределами Великобритании. Команда использует красный и чёрный цвета, традиционные для кентерберийских провинциальных сборных.
Территория, представляемая клубом, включает регионы Буллер, Кентербери, Тасман и Уэст-Кост. В Кентербери при этом действует сразу три региональных регбийных союза — собственно кентерберийский, центральный и южный. До реорганизации национального чемпионата в 2006 году сборная союза Кентербери была единственным профессиональным участником турнира среди всех подконтрольных «Крусейдерс» регионов. Таким образом, большая часть игроков «крестоносцев» представляла именно кентерберийский союз. Сейчас же в национальном чемпионате выступает и сборная Тасмана.

## Стадионы
В прошлом основной ареной клуба был стадион «Ланкастер Парк» («Джейд Стэдиум», «АМИ Стэдиум»). Объект мог вместить 36 тысяч зрителей, но землетрясение 2011 года сделало невозможным его дальнейшее использование. Ныне большая часть домашних встреч команды проходит в спортивном комплексе «Регби Лиг Парк», который располагается в пригороде Крайстчерча Эддингтоне. Состояние объекта было приведено к минимальным требованиям чемпионата, арене способна принять 18 600 любителей игры. Как правило, клуб проводит одну игру в сезоне за пределами Крайстчерча. Часто выезд в другой город совпадает с матчами новозеландской крикетной сборной на домашней арене «крестоносцев». Клуб проводил домашние матчи на стадионах «Трафэлгар Парк» в Нельсоне и «Алпайн Энерджи Стэдиум» в Тимару. Перед домашними встречами на стадионе проводится небольшое представление костюмированных всадников.
В 2005 году руководство клуба предложило провести один матч в Мельбурне, так как основная арена не была доступна. Пять из семи участвующих в формировании команды региональных союзов поддержали инициативу, однако национальный регбийный союз наложил запрет на реализацию идеи. Через год «Крусейдерс» всё же провели матч в городе, встретившись с «Уэстерн Форс» в рамках предсезонной подготовки. Ещё один матч в Мельбурне с тем же соперником прошёл перед сезоном 2008 года.
Землетрясение 2011 года вынудило команду провести сразу четыре встречи в Нельсоне и две — в Тимару. Ещё одна формально домашняя встреча прошла в Веллингтоне, а игра с «Шаркс» состоялась на другом континенте: «крестоносцы» приняли соперника на лондонском стадионе «Туикенем». Игра в Великобритании, носившая благотворительный характер, стала первым матчем чемпионата, проведённым за пределами трёх государств-участников. В течение первых тридцати часов продажи билетов на лондонский матч было зарезервировано 30 тысяч мест.

## Результаты
| Супер 12 | Супер 14 | Супер Регби |

| Сезон | Место | Игры | Победы | Ничьи | Поражения | Очки + | Очки - | Разница | Бонусы | Турнирные очки | Примечания                               |
| ----- | ----- | ---- | ------ | ----- | --------- | ------ | ------ | ------- | ------ | -------------- | ---------------------------------------- |
| 1996  | 12-е  | 11   | 2      | 1     | 8         | 234    | 378    | -144    | 3      | 13             |                                          |
| 1997  | 6-е   | 11   | 5      | 1     | 5         | 272    | 235    | +37     | 4      | 26             |                                          |
| 1998  | 1-е   | 11   | 8      | 0     | 3         | 340    | 260    | +80     | 9      | 41             | (победа над «Блюз» в финале)             |
| 1999  | 1-е   | 11   | 7      | 1     | 3         | 324    | 262    | +62     | 3      | 33             | (победа над «Хайлендерс» в финале)       |
| 2000  | 1-е   | 11   | 8      | 0     | 3         | 369    | 293    | +76     | 7      | 39             | (победа над «Брамбиз» в финале)          |
| 2001  | 10-е  | 11   | 4      | 0     | 7         | 307    | 331    | -24     | 7      | 23             |                                          |
| 2002  | 1-е   | 11   | 11     | 0     | 0         | 469    | 264    | +205    | 7      | 51             | (победа над «Брамбиз» в финале)          |
| 2003  | 2-е   | 11   | 8      | 0     | 3         | 358    | 263    | +95     | 8      | 40             | (поражение от «Блюз» в финале)           |
| 2004  | 2-е   | 11   | 7      | 0     | 4         | 345    | 303    | +42     | 6      | 34             | (поражение от «Брамбиз» в финале)        |
| 2005  | 1-е   | 11   | 9      | 0     | 2         | 459    | 281    | +178    | 8      | 44             | (победа над «Уаратаз» в финале)          |
| 2006  | 1-е   | 13   | 11     | 1     | 1         | 412    | 210    | +202    | 5      | 51             | (победа над «Харрикейнз» в финале)       |
| 2007  | 3-е   | 13   | 8      | 0     | 5         | 382    | 235    | +147    | 10     | 42             | (поражение от «Буллз» в полуфинале)      |
| 2008  | 1-е   | 13   | 11     | 0     | 2         | 369    | 176    | +193    | 8      | 52             | (победа над «Уаратаз» в финале)          |
| 2009  | 4-е   | 13   | 8      | 1     | 4         | 231    | 198    | +33     | 7      | 41             | (поражение от «Буллз» в полуфинале)      |
| 2010  | 4-е   | 13   | 8      | 1     | 4         | 388    | 295    | +93     | 7      | 41             | (поражение от «Буллз» в полуфинале)      |
| 2011  | 2-е   | 18   | 13     | 1     | 4         | 436    | 273    | +163    | 7      | 65             | (поражение от «Квинсленд Редс» в финале) |
| 2012  | 4-е   | 16   | 11     | 0     | 5         | 485    | 343    | +142    | 9      | 61             | (поражение от «Чифс» в полуфинале)       |
| 2013  | 4-е   | 16   | 11     | 0     | 5         | 446    | 307    | +139    | 8      | 60             | (поражение от «Чифс» в полуфинале)       |
| 2014  | 2-е   | 16   | 11     | 0     | 5         | 445    | 322    | +123    | 7      | 51             | (поражение от «Уаратаз» в финале)        |
| 2015  | 7-е   | 16   | 9      | 0     | 7         | 481    | 338    | +143    | 10     | 46             |                                          |
| 2016  | 7-е   | 15   | 11     | 0     | 4         | 487    | 317    | +170    | 6      | 50             | (поражение от «Лайонз» в четвертьфинале) |

### Титулы
- Супер Регби
  - Чемпион: 1998, 1999, 2000, 2002, 2005, 2006, 2008 (7)
  - Финалист: 2003, 2004, 2011, 2014 (4)
  - Выход в плей-офф: 2007, 2009, 2010, 2012, 2013 (5)
  - Победитель новозеландской конференции: 2011, 2014 (2)

### Достижения и рекорды

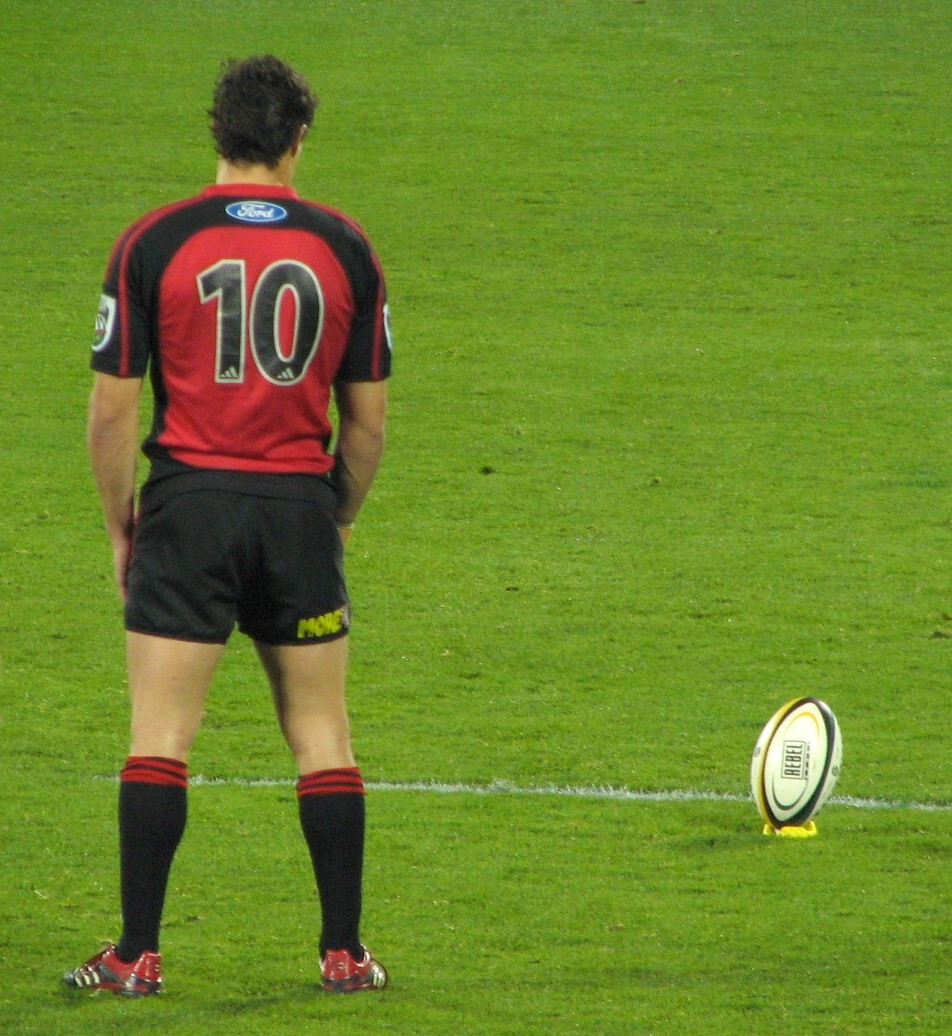
Один из рекордсменов клуба Дэн Картер готовится исполнить реализацию

Клуб выиграл пять розыгрышей чемпионата Супер 12 и дважды проиграл в решающем матче. Первый финал Супер 14 «крестоносцы» провели дома и стали победителями. В 1999—2000 и 2002—2006 годах коллектив неизменно становился участником главной встречи сезона. В общей сложности «Крусейдерс» выигрывали чемпионат семь раз, став самым успешным клубом Южного полушария.
Регбисты клуба и команда в целом удерживают несколько рекордов лиги. Красно-чёрные набрали наибольшее количество очков (96), попыток (14) и реализаций (13) в одном матче (матч с «Уаратаз», 2002 год). По итогам 2005 года клуб установил ещё два рекорда — 521 очко и 71 попытка. Поражение от «Хайлендерс» в 2009 году (0:6) стало наименее результативным матчем в истории турнира. В 1998 году Эндрю Мертенс набрал 206 очков, став рекордсменом Супер 12, Дэн Картер же установил подобное достижение в Супер 14, набрав 221 очко за сезон. Рико Гир стал автором 15 попыток в сезоне—2005, превзойдя предыдущий рекорд Супер 14. Победа команды над «Уэстерн Форс» в десятом туре чемпионата 2007 года (53:0) стала сотым успехом «Крусейдерс» в состязании. Разумеется, новозеландцы достигли данного рубежа первыми. Команде принадлежат ещё несколько менее значимых рекордных достижений.

## Текущий состав
Сезон 2017 года.

## Известные игроки
Игроки клуба Дэн Картер и Ричи Маккоу признавались лучшими регбистами сезона по версии Международного совета регби. Картер стал сильнейшим в мире в 2005 году, а Маккоу признавался лучшим в 2006, 2009 и 2010 годах.

### Сборная десятилетия
В канун финального матча чемпионата—2005 совет экспертов назвал лучших игроков команды за десять лет. Состав символической сборной, включивший 22 регбистов, был опубликован в местной прессе. Экспертами выступили бывший капитан «Олл Блэкс» Тейн Нортон, первый тренер клуба Вэнс Стюарт, глава объединения болельщиков Дик Тейлер, а также журналисты Боб Шумахер и Тони Смит.
Интересно, что в состав символической сборной не попали популярные «крестоносцы» Дэн Картер, Ричард Лоу и Рубен Торн. Отсутствие Картера была обусловлено выбором Эндрю Мертенса и Арона Могера, сильнейших игроков схожего амплуа, сам же Дэниел был назван «звездой будущего десятилетия». Один из лучших столбов в истории кентерберийского регби Ричард Лоу не попал в число лауреатов по причине слишком короткого периода в составе команды: Лоу играл за «Крусейдерс» только в неудачном сезоне 1996 года. Экс-капитан сборной Торн не был назван лучшим также из-за острой конкуренции со стороны товарищей по амплуа. Самым неожиданным решением экспертов стало включение в сборную крыльевого Норма Берримена. Его попытки 1998 и 1999 годов стали для клуба крайне важными в борьбе за выход в плей-офф. На позицию Берримена претендовали известные регбисты Марика Вунибака и Афато Со’оало.
| «Крусейдерс». Сборная десятилетия |                 |                         |
| №                                 | Игрок           | Позиция                 |
| 1                                 | Грег Фик        | левый столб             |
| 2                                 | Марк Хэмметт    | хукер                   |
| 3                                 | Грег Сомервилл  | правый столб            |
| 4                                 | Крис Джек       | левый замок             |
| 5                                 | Норм Максвелл   | правый замок            |
| 6                                 | Тодд Блэкэддер  | блайндсайд-фланкер      |
| 7                                 | Ричи Маккоу     | оупенсайд-фланкер       |
| 8                                 | Скотт Робертсон | стягивающий             |
| 9                                 | Джастин Маршалл | полузащитник схватки    |
| 10                                | Эндрю Мертенс   | блуждающий полузащитник |
| 11                                | Калеб Ралф      | левый крыльевой         |
| 12                                | Арон Могер      | внутренний центровой    |
| 13                                | Дэрил Гибсон    | внешний центровой       |
| 14                                | Норм Берримен   | правый крыльевой        |
| 15                                | Леон Макдоналд  | замыкающий              |
| 16                                | Кори Флинн      | хукер                   |
| 17                                | Ричард Лоу      | левый столб             |
| 18                                | Брэд Торн       | замок                   |
| 19                                | Рубен Торн      | блайндсайд-фланкер      |
| 20                                | Марк Робинсон   | полузащитник схватки    |
| 21                                | Дэн Картер      | блуждающий полузащитник |
| 22                                | Марика Вунибака | правый крыльевой        |

## Тренерский штаб
Первым главным тренером клуба стал Вэнс Стюарт, его ассистентом выступил Осси Маклин. Стюарт оставил должность в 1997 году, его преемником стал Уэйн Смит, покинул команду и Маклин. Смит в тандеме с помощником Питером Слоуном руководил командой до 1999 года, когда специалист был назначен главным тренером сборной. Впоследствии с коллективом работал Робби Динс, сотрудничавший сразу с несколькими ассистентами: в 2000—2001 годах ему помогал Стив Хансен, в сезоне—2002 ассистентом был Колин Купер, следующие два года второстепенные задачи выполнял Дон Хэйс, в 2005 и 2006 годах вторым тренером был Верн Коттер, наконец, в 2007 году ассистентом был назначен бывший игрок команды Марк Хэмметт. В декабре того же года Динс возглавил австралийскую сборную, однако продолжил работу с «крестоносцами» в 2008 году. В июле 2008 года на пост главного тренера ступил экс-капитан Тодд Блэкэддер, Хэмметт продолжил выполнять функции помощника. В преддверии сезона—2011 Хэмметт был приглашён на работу в «Харрикейнз», и следующим ассистентом стал ещё один бывший игрок «Крусейдерс» Дэйв Хьюэтт. Летом 2016 года стало известно, что на протяжении следующих трёх сезонов командой будет руководить Скотт Робертсон, на тот момент тренер региональной сборной Кентербери и молодёжной сборной Новой Зеландии (до 20 лет).

#### Главный тренер
- Скотт Робертсон

#### Ассистенты
- Леон Макдоналд
- Джейсон Райан
- Брэд Муар

## Комментарии
1. ↑  Арена известна под коммерческими названиями AMI Stadium («АМИ Стэдиум») и Jade Stadium («Джейд Стэдиум»).
2. ↑  Арена известна под названиями AMI Stadium («АМИ Стэдиум») и Christchurch Stadium («Крайстчерч Стэдиум»). Ранее носила название Addington Showgrounds («Эддингтон Шоуграундс»).
3. ↑  Территориальная единица в системе новозеландского регби, включавшая регион Нельсон, земли близ залива Голден-Бей и город Мотуэка.
4. ↑  На предмет исхода игры.
5. ↑  «If we’d been polled in that week, and had to give an honest answer, most of the boys, deep down, would probably have thought that the Blues would beat us.»
6. ↑  "We're a regional selection... and it's important to remember that, besides Canterbury, we also represent Nelson Bays, Marlborough, Buller, West Coast, Mid-Canterbury and South Canterbury"
7. ↑  англ. "the party at Tony Brown's house"
8. ↑  В некоторых чемпионатах подобный результат является основанием для присуждения проигравшей стороне бонусных очков. Интервал в семь и менее баллов имеет особое значение, так как реализованная попытка оценивается именно в семь очков.
9. ↑  «…in some ways it was almost a relief. We’d finally been beaten, the run was over, so people could stop talking about it and we could get on with playing it week by week.»
10. ↑  В тот период союзы Марлборо и Нельсон-Бейс ещё не были объединены.
11. ↑  англ. "the star of the next decade"